# Kradibia erythropareiae
Kradibia erythropareiae is een vliesvleugelig insect uit de familie vijgenwespen (Agaonidae). De wetenschappelijke naam is voor het eerst geldig gepubliceerd in 1969 door Hill.